# Petyr Donew
Petyr Christow Donew (bg. Петър Христов Донев) – bułgarski zapaśnik walczący w stylu klasycznym. Brązowy medalista mistrzostw świata w 1969 roku.